# فرانسیسکو سوسا
فرانسیسکو سوسا (اسپانیایی: Francisco Sosa‎؛ زادهٔ ۴ اکتبر ۱۹۱۷ - درگذشته نامشخص) بازیکن فوتبال اهل پاراگوئه بود.
از باشگاه‌هایی که در آن بازی کرده‌است می‌توان به باشگاه فوتبال روساریو سنترال اشاره کرد.
وی همچنین در تیم ملی فوتبال پاراگوئه بازی کرده‌است.